# Oneida (Tennessee)
Oneida és una població dels Estats Units a l'estat de Tennessee. Segons el cens del 2000 tenia 3.615 habitants.

## Demografia
Segons el cens del 2000, Oneida tenia 3.615 habitants, 1.588 habitatges, i 986 famílies. La densitat de població era de 137,2 habitants/km².
Dels 1.588 habitatges en un 30,8% hi vivien nens de menys de 18 anys, en un 43,3% hi vivien parelles casades, en un 15,4% dones solteres, i en un 37,9% no eren unitats familiars. En el 35,5% dels habitatges hi vivien persones soles el 14,5% de les quals corresponia a persones de 65 anys o més que vivien soles. El nombre mitjà de persones vivint en cada habitatge era de 2,24 i el nombre mitjà de persones que vivien en cada família era de 2,91.
Per edats la població es repartia de la següent manera: un 24,3% tenia menys de 18 anys, un 10,1% entre 18 i 24, un 25,9% entre 25 i 44, un 24% de 45 a 60 i un 15,7% 65 anys o més.
L'edat mediana era de 38 anys. Per cada 100 dones de 18 o més anys hi havia 81,7 homes.
La renda mediana per habitatge era de 23.767 $ i la renda mediana per família de 29.786 $. Els homes tenien una renda mediana de 23.571 $ mentre que les dones 24.516 $. La renda per capita de la població era de 13.906 $. Entorn del 18,8% de les famílies i el 21,1% de la població estaven per davall del llindar de pobresa.

## Poblacions més properes
El següent diagrama mostra les poblacions més properes.